# Somatocleptes ovalis
Somatocleptes ovalis är en skalbaggsart som beskrevs av Stefan von Breuning 1947. Somatocleptes ovalis ingår i släktet Somatocleptes och familjen långhorningar. Inga underarter finns listade i Catalogue of Life.